# Vũ Văn Thành
Vũ Văn Thành (?-1801) là một tướng lĩnh của phong trào Tây Sơn trong lịch sử Việt Nam.

## Thân thế sự nghiệp
Vũ Văn Thành là con của Lễ bộ Vũ Văn Cao, vốn người gốc Phú Yên. Ông cùng cha tham gia khởi nghĩa Tây Sơn, do chiến công ông được phong chức Đô đốc thủy quân. Dưới triều Cảnh Thịnh ông được phong làm Đại Đô đốc, trấn giữ cửa Thị Nại thay thế cho Lê Chất đã theo hàng quân Nam triều.
Trong trận thủy chiến Thị Nại, mặc dù đã chống trả kịch liệt thủy quân Nguyễn, giết nhiều tướng lĩnh thủy quân đối phương như Vũ Di Nguy, Nguyễn Văn Thư, Vũ Văn Thành quyết tâm tử chiến đến phút chót. Cuối cùng ông chết cháy trên một trong ba chiếc chiến thuyền đại hiệu có lá cờ "Định Quốc". Thủy quân Tây Sơn bị tiêu diệt hoàn toàn trong trận này.
Sách Bình Nam Thực Lục và Khâm định Việt sử Thông giám Cương mục có ghi tên người đi sứ Phú Xuân xin cho Tây Sơn ra hàng quân Bắc Hà của Hoàng Ngũ Phúc là Vũ Vĩnh Thành. Có nghi vấn Vũ Vĩnh Thành là Vũ Văn Thành , nhưng điều này rất khó chứng minh vì nhiều tài liệu về Tây Sơn đã bị triều Nguyễn hủy hoại.
Nhưng lịch sử cũng ghi nhận một điều: Đại Đô đốc Vũ Văn Thành là một trong những tướng lĩnh trung thành của nhà Tây Sơn.